# Nicolas Le Ruistre

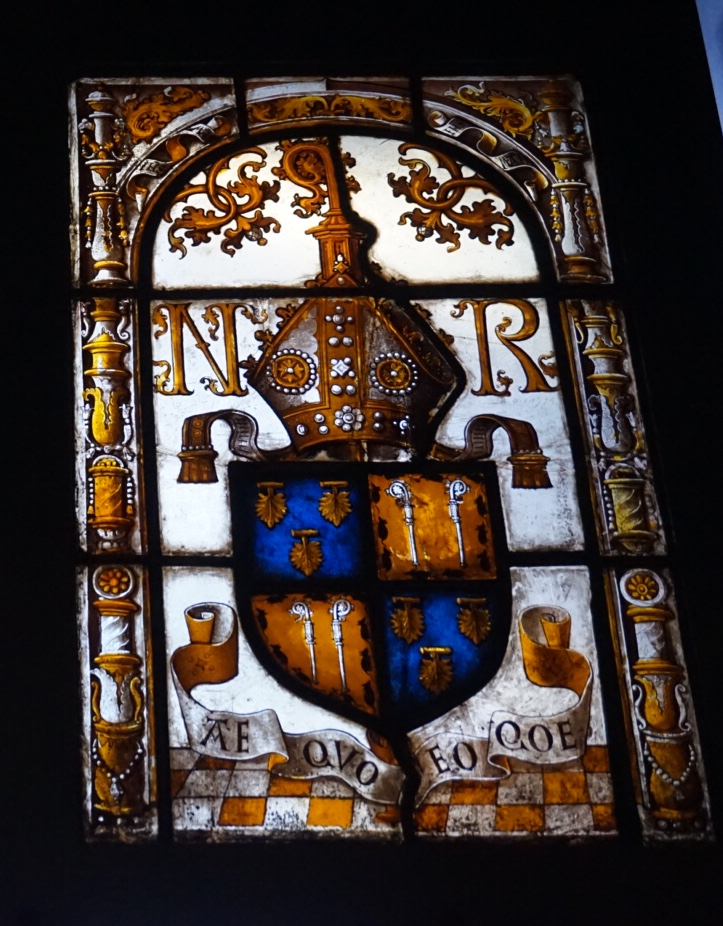
Armoiries de Nicolas Le Ruistre.

Nicolas le Ruistre, né en 1442 à Erpeldange-lès-Bous dans le duché de Luxembourg (alors dans les Pays-Bas bourguignons) et mort à Malines en 1509,  est un  prélat du début du XVIe siècle, évêque d'Arras.
Son nom se trouve orthographié de nombreuses façons différentes: Reuter (= nom d'origine, selon toute vraisemblance), Ruterius (forme latine du nom 'Reuter'), de Rutter, Rutt(h)re, Ruyttre, Ruythre, Le Ruistre. 

## Biographie
Le Ruistre fut prévôt de Saint-Pierre de Louvain, chanoine à Termonde et archidiacre de Bruxelles. Il fut nommé évêque d'Arras en 1501. Il bâtit à Louvain le collège dit d'Arras, où il établit quinze bourses. Le Ruistre fut conseiller de Charles, duc de Bourgogne, puis de Marie, fille unique du Téméraire, et, enfin, de l'archiduc Philippe, mieux connu comme Philippe le Beau, fils de Marie de Bourgogne et de Maximilien de Habsbourg.